# 绿色植物
绿色质体生物（學名：Chloroplastida），舊作绿色植物，是由绿藻（以水生藻类为主）与陆地植物（有胚植物）组成的真核自营生物演化支 。传统上绿藻不包含有胚植物，因此為一並系群，但後來因為許多研究顯示有胚植物是由綠藻的一支演化而來，部分研究者开始将兩者視為一體。这些植物的细胞壁中存在纤维素，原生叶绿体由蓝菌的内共生菌演化而来，含有叶绿素a以及叶绿素b，不含藻胆素。绿色植物共有超过350000种。